# Kazimierz de Pourbaix
Kazimierz de Pourbaix (ur. 19 stycznia 1917 w Horodźcu na Wołyniu, zm. 17 stycznia 2005 w Wavre w Belgii, pochowany w Szczawnicy) – porucznik rezerwy artylerii Wojska Polskiego, uczestnik kampanii wrześniowej, powstaniec warszawski, odznaczony Srebrnym Orderem Virtuti Militari oraz Krzyżem Walecznych.

## Życiorys

### Wychowanie
Był czwartym dzieckiem Kamila i Marii de Pourbaix. Uczęszczał do szkoły powszechnej w Antonówce nad Horyniem, następnie do XI Gimnazjum we Lwowie, gdzie w 1935 roku zdał maturę. Od 1936 roku studiował na wydziale prawa Uniwersytetu Lwowskiego, które ukończył na tajnych kompletach. 

### Służba wojskowa
Podobnie jak jego starszy brat Kamil Kazimierz Józef de Pourbaix pełnił służbę wojskową w Szkole Podchorążych artylerii we Włodzimierzu Wołyńskim (w okresie od 18 września 1935 do 28 czerwca 1936 roku). Następnie odbył ćwiczenia wojskowe i otrzymał stopień podporucznika rezerwy artylerii (ze starszeństwem z dniem 1 stycznia 1938 roku).

### Kampania wrześniowa
Zmobilizowany zgodnie z przydziałem do 2 dak w sierpniu 1939 roku. Zostało mu przydzielone stanowisko dowódcy I plutonu 1 baterii 2 dak, która wchodziła w skład Wołyńskiej Brygady Kawalerii.  
Brał udział w bitwie pod Mokrą, w której zginął jego brat por. Kamil Kazimierz de Pourbaix (ps. Lusik) podczas, której został ranny wraz ze swoim bratem ciotecznym por. Witoldem Giedoryciem, Odesłani do szpitala w Łodzi, następnie 15 września trafił do rodzinnego majątku Horodec. 

### Konspiracja
Podczas okupacji wraz ze swoimi braćmi (Franciszkiem, Zdzisławem, Antonim) prowadził szkolenie podchorążych ZWZ–AK w swoim mieszkaniu w Warszawie przy ul. Mokotowskiej. Występował pod pseudonimem „Zahoryński”. Podczas powstania warszawskiego był oficerem w 3 kompanii batalionu „Golski” Zgrupowania „Bartkiewicz”. Podczas zdobywania Komendy Policji na Krakowskim Przedmieściu został ranny. Po powstaniu wzięty do niewoli. W niemieckim oflagu pozostał do końca wojny.
Od października 1943 roku mąż Krystyny Treter. Po wojnie mieszkał w Belgii, następnie w Kanadzie, aktywnie uczestnicząc w życiu Polonii. Pochowany 29 czerwca 2005 roku w Szczawnicy.

## Rodzeństwo
- Anna Maria Zakrzewska – żona Jana Zakrzewskiego (zginął w Katyniu)
- Kamil Kazimierz Józef de Pourbaix – oficer WP, zginął w bitwie pod Mokrą, VM V kl. oraz KW
- Zdzisław de Pourbaix – uczestnik kampanii wrześniowej, rozstrzelany przez Niemców w 1943 roku, VM, KW,
- Franciszek de Pourbaix – ps. Piwnicki uczestnik kampanii wrześniowej, powstaniec warszawski,
- Antoni de Pourbaix – uczestnik kampanii wrześniowej,
- Zofia de Pourbaix – ps. Zula łączniczka AK, prowadziła punkt przerzutowy w Szczawnicy VM V kl. oraz KW.
- Ryszard de Pourbaix – ps. Piątaty, uczestnik powstania warszawskiego,
- Stanisław de Pourbaix,
- Marian de Pourbaix – elew szkoły podchorążych,